# Hillary (documental)
Hillary és un documental estatunidenc del 2020 sobre Hillary Clinton dirigit per Nanette Burstein. Es va estrenar al Festival de Cinema de Sundance de 2020, i va ser seleccionada pel 70è Festival Internacional de Cinema de Berlín.
En els quatre episodis d'una hora cadascun s'hi relata la trajectòria política de Hillary Clinton, amb imatges inèdites de la campanya presidencial de 2016 filmades per l'equip de Nanette Burstein. El documental inclou entrevistes tant a Hillary Clinton com a altres personatges involucrats en la seva vida política o personal com ara Bill Clinton, Chelsea Clinton, Barack Obama, així com companyes de la universitat, membres de la campanya presidencial i periodistes.

## Estrena
Es va estrenar com a sèrie documental de quatre episodis a la plataforma Hulu el 6 de març de 2020.

### Episodis
| Núm. | Títol                      | Direcció         | Data d'estrena original |
| ---- | -------------------------- | ---------------- | ----------------------- |
| 1    | «The Golden Girl»          | Nanette Burstein | 6 de març de 2020       |
| 2    | «Becoming a Lady»          | Nanette Burstein | 6 de març de 2020       |
| 3    | «The Hardest Decision»     | Nanette Burstein | 6 de març de 2020       |
| 4    | «Be Our Champion, Go Away» | Nanette Burstein | 6 de març de 2020       |